# Франц Моцарт (муляр)
Франц Моцарт (нім. Franz Mozart; 3 жовтня 1649 — 1693 або 1694, м. Аугсбург) — муляр. Батько палітурника Йоганна Георга Моцарта, дід Леопольда Моцарта і прадід Вольфганга Амадея Моцарта. Франц, син муляра Давида Моцарта (1621–1685), працював майстром-мулярем і жив у Фуггерай з 1681 року. Він народився в Аугсбурзі і там помер. Пам'ятна дошка на його будинку Mittlere Gasse Nr. 14, згадує його сьогодні.
Франца Моцарта не слід плутати з його правнуком Францом Ксавером Вольфгангом Моцартом, молодшим сином Вольфганга Амадея Моцарта.